# Globel
Globel – wieś w Słowenii, w gminie Sodražica. W 2018 roku liczyła 124 mieszkańców.